# Захват Шемахи

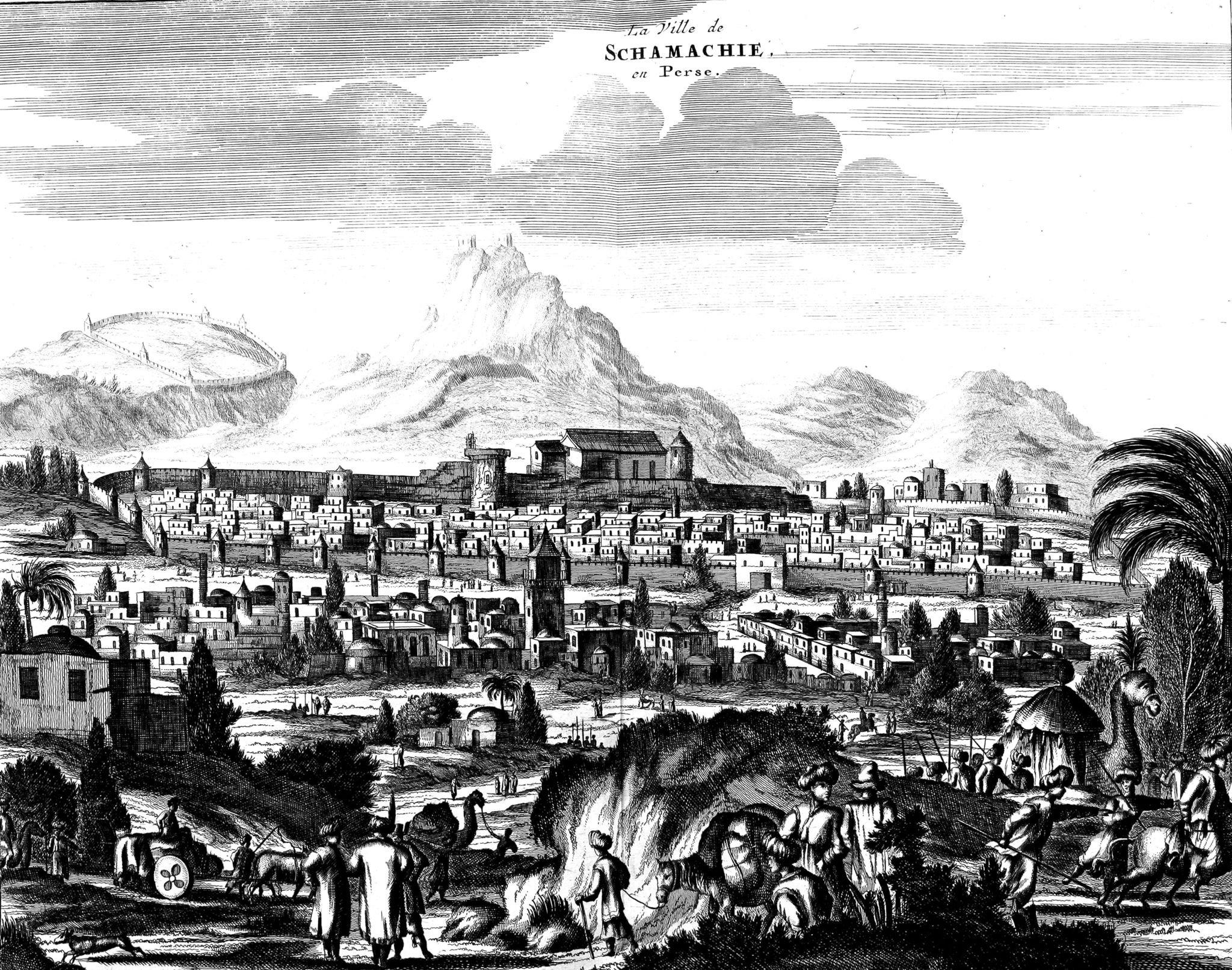

Захват Шемахи — нападение восставших лезгин 18 августа 1721 года на столицу Ширванского бейлербейства государства Сефевидов город Шамаху. Город был захвачен 15 000 лезгинами-суннитами, была совершена резня шиитского населения города, а город был разграблен.

## Предыстория
В 1711—1712 годах Хаджи-Давуд Мушкурский отбил у сефевидских войск ряд населенных пунктов, что и стало началом к восстаниям против власти в отдельных регионах Закавказья. Хотя Хаджи Давуд понимал, что вступать в открытый бой с властями было неразумно, но в 1720 году ему удалось осадить Шабран, Худат, а также перетянуть на свою сторону Сурхай хана Казикумухского.

## История
Взятие Шамахи досталось ведущим борьбу против шаха ценой больших потерь. Во время сражений 1712—1721 годов только из населения Самурской области погибло более 6 тысяч человек. Судя по сведениям И. Гербера, 5 деревень Ахтыпары и 4 деревни Алтыпары превратились в развалины. 24 деревни из 140 в области Кюре были полностью опустошены. В начале 1721 года Хаджи-Давуд Мушкурский с целью захвата власти в Ширване и создания независимого государства вместе с войсками Сурхай хана Казикумухского, Али-Султаном Цахурским, Ибрагимом Куткашенским и повстанческими отрядами совершил нападение на город Шемаху. Первые отряды повстанцев приблизились к городу 11 августа. 25 августа город был взят штурмом.
Хаджи Давуд, воодушевленный победой, решил продолжить свой поход. Войска осадили Гянджу, но захватить город им не удалось. А атака Дербентской и Бакинской крепостей вообще не увенчалась успехом.
Получив отказ помощи со стороны России, Хаджи Давуд обратился за помощью в Османскую империю. Он обещал принять покровительство Османского государства. Вернувшись в Шемаху Хаджи Давуд стал правителем Ширвана.